# Pezzottaïta
La pezzottaïta és un mineral de la classe dels ciclosilicats, i dins d'aquesta pertany a l'anomenat “grup del beril". Va ser descoberta l'any 2002 a una mina al sud de la localitat de Mandosonoro, a la província de Fianarantsoa (Madagascar), sent nomenada així en honor de Federico Pezzotta, geòleg italià.
Un sinònim és la seva clau: IMA2003-022.

## Característiques químiques
És un ciclosilicat d'anells simples de sis tetraedres de sílice, químicament un alumini-silicat anhidre de cesi, liti i beril·li, molt semblant a la resta de les gemmes del grup del beril al qual pertany. És l'anàleg amb cesi del beril, amb el qual pot formar una sèrie de solució sòlida en la qual la substitució gradual del cesi per major proporció de beril·li va donant els diferents minerals de la sèrie.

## Formació i jaciments
Apareix en pegmatites de granit riques en beril·li i liti, on es forma en l'última etapa de solidificació d'aquesta roca. Sol trobar-se associat a altres minerals com el beril i alguna de les seves varietats, la bazzita, la indialita o l'stoppaniïta.

## Usos
Encara que de descobriment recent i encara no gaire comercialitzada, els exemplars nets poden ser tallats i emprats com a gemma en joieria.